# Serge Lemonde
L’artiste pop art, surréaliste et hyperréaliste Serge Lemonde (1945-) est né le 5 janvier 1945 à Saint-Hyacinthe dans la région maskoutaine, au Québec. Il se forme à l’école des beaux-arts de Montréal de 1962 à 1966. Le peintre se frotte alors à l’abstraction, plusieurs de ses peintures de cette période sont aujourd’hui conservées dans des musées québécois. Dès sa sortie des beaux-arts, il obtient un succès critique en 1967 avec son exposition de collages pop art à la Galerie Libre de Montréal comme l'affirmait alors Claude Jasmin dans sa critique de l’exposition : 
« Pellan revenant au pays, en 1940, ce fut un événement. L'exposition des gouaches de Borduas, en 1942, à l'Ermitage, ce fut aussi un moment capital. « Les Plasticiens » en février 1955, à l'Échouerie, ce fut aussi une date fondamentale. […] Le joaillier Georges Delrue offre aux Montréalais une exposition qui marque une nouvelle étape. Celle de Serge Lemonde et sa vingtaine de propositions graphiques et plastiques d'une veine toute neuve, ici ».
En 1968, Lemonde représente le Canada à la biennale de Barcelone avec son collage L’envol. La même année également, lors de son exposition « L'événement du siècle » à la Galerie Libre, jadis une galerie montréalaise d’art contemporain, l'artiste surprend en modifiant son approche pop art et en présentant des œuvres d’une tout autre facture. Lemonde devient un peintre hyperréaliste, terme qui sera inventé, plus tard, en 1973 par le marchand d'art belge Isy Brachot. Le peintre confirme sa rupture avec la tendance généralisée des artistes québécois qui se vouent à l’abstraction et au formalisme et il revient à une figuration et à une quête de perfection picturale réaliste appliquée d’une toute nouvelle manière, toujours dans un esprit pop. C’est dans l’air du temps, à la même époque aux États-Unis, certains peintres sans se concerter, en réaction à l’art contemporain, se mettent aussi à utiliser la photographie et des moyens mécaniques pour projeter les contours de leurs images photographiques sur des supports pour peindre la réalité d’une manière quasi parfaite, un style qui sera baptisé au sud de la frontière, le photoréalisme.
Ainsi, Lemonde développe sa propre démarche technique et picturale à la fin des années 1960 en même temps que les peintres photoréalistes américains. L’été, il photographie et travaille ses sujets. L’hiver venu, il utilise un projecteur pour dessiner leurs contours et les peindre tout en y apportant une touche toute personnelle, en les représentant dans des univers neutres ou éclatés. Comme l’explique Jean de Julio-Paquin dans son article tiré de la revue Vie des arts, « Contrairement aux hyperréalistes américains, Serge Lemonde les isole [ses sujets] de leur contexte d’origine pour mieux dévoiler leur matérialité. Les formes deviennent des entités autonomes qui évoluent dans des lieux sans décor ».
À la fin des années 1960 et dans les années 1970, le peintre s’intéresse aux animaux de ferme et de zoo et ses animaux en gros plan, emblématiques maintenant, ne semblent pas être des sujets assez nobles pour la plupart des amateurs d’art de l’époque. Sans compter le fait qu’il est considéré comme un peintre hyperréaliste, un style trop académiste pour certains spécialistes. Pour plusieurs d’entre eux, ce courant ne consiste qu’en une orgie de virtuosité technique et qu’en une forme de peinture mimétique. Ce qui n’est plus le cas aujourd’hui avec l’accession aux musées et à la reconnaissance des artistes hyperréalistes du monde entier. En 1982, la Galerie Libre, cette institution phare de la rue Crescent à Montréal depuis des décennies, met la clé sous la porte. Lemonde se retrouve sans galeriste. Il rencontre de manière fortuite dans les années 1980, Pierre Riverin, collectionneur et propriétaire de la Galerie Riverin-Arlogos à Magog, qui lui achètera une grande quantité de ses tableaux jusqu’à la fin des années 2010, permettant au peintre de se concentrer uniquement à la création.
Lemonde ne se réclame d’aucune école ou étiquette. Il photographie ses sujets et les peint dans ses univers propres. Il ne se réclame pas de la contre-culture, bien au contraire, il cherche plutôt dans la technique et dans le jeu des couleurs et de la lumière, du clair et de l’obscur sa propre interprétation du réel. À cela nous pouvons ajouter qu’il cherche à trouver la sensualité d’un William Bouguereau dans ses portraits féminins et une finesse du toucher du pinceau plus proche d’un Raphaël que celle d’un artiste moderniste ou contemporain. Cela n’enlève rien à la modernité du traitement de ses sujets qui est au diapason de notre époque, celle de l’anthropocène.
En 2002, sa carrière a fait l'objet d'une importante rétrospective, accompagnée d'un catalogue, au Musée du Bas-Saint-Laurent. Depuis les années 1960, des critiques d'art, Claude Jasmin, Michael Ballantyne, Yves Robillard, Normand Thériault, Lawrence Sabbath, Marie-Michele Cron, Mona Hakim et Henri Lehmann et des historiens de l'art, Guy Robert, Francine Girard, Serge Allaire, Charles Bourget et Jean de Julio-Paquin entre autres ont commenté son œuvre. Ses tableaux font partie des plus grandes collections muséales du Québec. Lemonde a participé à plus de cinquante expositions solos et collectives au Canada, aux États-Unis, au Mexique, en France et en Espagne en six décennies.
Les œuvres de Serge Lemonde interrogent l’avenir de l’humanité et de la civilisation, le sort réservé aux animaux de la Terre, l’agriculture de masse et la surconsommation humaine, tout cela en lien avec l’univers dans lequel nous vivons… et possiblement d’autres mondes interstellaires où nous vivrons peut-être un jour.

## Notoriété
Ses œuvres font partie de plusieurs collections :
- Musée des beaux-arts de Montréal ;
- Galerie de l'UQAM;
- Musée d'art contemporain de Montréal ;
- Musée national des beaux-arts du Québec[9] ;
- Musée d'art de Joliette ;
- Musée des beaux-arts de Sherbrooke ;
- Musée du Bas-Saint-Laurent ;
- Université de Sherbrooke.